# Кормак Макдермот Маккарти, 16-й лорд Маскерри
Кормак Макдермот Маккарти (англ. Cormac MacDermot MacCarthy, 16th Lord of Muskerry; 1552 — 23 февраля 1616) — гэльский племенной лидер, магнат и военный, 16-й лорд Маскерри (1584—1616). Он сражался при осаде Кинсейла во время восстания Тирона.

## Рождение и происхождение
Представитель династии Маккарти из Маскерри. Родился в 1552 году. Старший сын Дермота Маккарти, 13-го лорда Маскерри (1501—1570), и Эллен Фицджеральд.
Его мать была дочерью сэра Мориса Фицджона Фицджеральда из Тотейна, третьего сына Джона Фицджеральда, де-факто 12-го графа Десмонда, и младшего брата Джеймса Фицджона Фицджеральда, 14-го графа Десмонда.
У Кормака был брат Тейдж, который был предком Маккарти из Инсирахелла недалеко от Крукстауна, графство Корк, и две сестры Джулия и Грайне.

## Религия
Кормак МакДермот Маккарти, как и его отец, присоединил к Ирландской протестантской церкви . Его сын Чарльз учился в Оксфорде, куда католиков не принимали, но позже стал католиком.

## Брак и дети
Кормак МакДермот женился на Мэри Батлер, дочери Теобальда Батлера, 1-го барона Каира. Семья его жены, династия Батлеров, была англо-нормандской и происходила от Теобальда Уолтера, который был назначен главным дворецким Ирландии английским королем Генрихом II Плантагенетом в 1177 году.
У Дермота и Мэри было трое сыновей и одна дочь:
- Чарльз Маккарти (умер в 1641 г.), его преемник
- Тейдж Маккарти, предок Маккарти из Аглиша[11]
- Донал (или Даниэль) Маккарти, построивший замок Карриньявар[12][13]
- Джулия Маккарти, вышла замуж сначала за Дэвида де Барри, 5-го виконта Баттеванта, а затем за Дермода О’Шонесси из Горта[14][15].

## Деятельность
Его отец умер в 1570 году, когда Кормаку Макдермоту было около 18 лет. Согласно английскому праву, он немедленно стал бы 14-м лордом Маскерри, но, будучи несовершеннолетним, его имущество было бы конфисковано короной, и он стал бы подопечным. Однако был применен брегонский закон, и его дядя сэр Кормак МакТейдж Маккарти сменил его, согласно танистри. Когда этот дядя умер в 1583 году, другой из его дядей, Каллаган, занял его место в качестве 15-го лорда Маскерри, но подал в отставку в 1584 году, когда Кормак Макдермот в конечном итоге стал 16-м лордом Маскерри.
Быть лордом Маскерри, конечно, не включало право заседать в Палате лордов. Поэтому по особой милости он заседал в Палате лордов парламента в 1585—1586 годах как барон Бларни.
После того, как испанцы под командованием дона Хуана дель Агилы высадились в Кинсейле 2 октября 1601 года, Кормак Маккарти сражался на английской стороне при осаде Кинсейла во время восстания графа Тирона. 21 октября 1601 года он атаковал испанские позиции своими ирландскими войсками , сражавшимися под командованием Джорджа Кэрью, лорда-президента Мунстера .
Однако Джордж Кэрью подозревал, что Кормак Маккарти находился в контакте с врагом и собирался сдать им замок Бларни. 18 августа 1602 года он арестовал Маккарти и держал его в Дублинском замке.
В 1614 году лорд-заместитель Артур Чичестер пожаловал ему монастырь Килкреа, который был основан в 1465 году его предком Кормаком Лайдиром Маккарти, девятым лордом Маскерри. Чичестер уточнил, что монахам нельзя разрешать жить в нём и что земли следует сдавать в аренду только протестантским арендаторам. Кормак Маккарти в то время был протестантом.
Лорд Маскерри скончался 23 февраля 1616 года в Бларни . Он был похоронен в монастыре Килкреа, что, вероятно, подразумевало, что он стал католиком в конце своей жизни. Ему наследовал его старший сын Чарльз на посту 17-го лорда Маскерри, который в 1628 году стал 1-м бароном Бларни и 1-м виконтом Маскерри.